# Університет Григорія Сковороди в Переяславі
Університет Григорія Сковороди в Переяславі — Заклад вищої освіти у Переяславі, (Київська область).
На сьогодні університет здійснює підготовку фахівців освітньо-кваліфікаційних рівнів «бакалавр» та «магістр» на денній, заочній, екстернатній, дистанційній формах навчання за державним замовленням, за рахунок коштів юридичних і фізичних осіб.
В академічному рейтингові «ТОП-200 Україна» за проектом ЮНЕСКО, що формується за показниками якості науково-педагогічного потенціалу, якості навчання та міжнародного визнання серед 200 кращих університетів України Університет Григорія Сковороди в Переяславі у 2023 р. зайняв 136 позицію. У 2023 році в щорічному рейтингу українських закладів вищої освіти за показниками даних наукометричної бази Scopus Університет Григорія Сковороди в Переяславі займає 156 місце.  У web-рейтингу університетів світу «Ranking Web of Universities» університет займає 139 місце серед українських та 13898 місце серед більше 30 тисяч університетів світу..

## Керівництво
- Коцур Віталій Вікторович — доктор історичних наук, професор, ректор Університету Григорія Сковороди в Переяславі.
- Носаченко Володимир Миколайович — кандидат педагогічних наук, доцент, проректор з навчально-методичної роботи Університету Григорія Сковороди в Переяславі[8].
- Дудар Василь Леонідович — кандидат історичних наук, доцент, проректор з наукової роботи та інноваційної діяльності Університету Григорія Сковороди в Переяславі.
- Ковтун Оксана Анатоліївна — кандидат педагогічних наук, доцент, проректор з міжнародних зв'язків та проектної діяльності Університету Григорія Сковороди в Переяславі.

## Підрозділи

### Факультети, кафедри та відділи[9]
Факультет гуманітарної освіти і соціальних технологій
- Кафедра політології;
- Кафедра публічного управління та адміністрування;
- Кафедра цифрових технологій навчання;
- Кафедра соціальних комунікацій, документознавства та інформаційної діяльності;
- Кафедра історії і культури України та спеціальних історичних дисциплін;
- Кафедра загальної історії, правознавства і методик навчання;

Факультет природничої освіти
- Кафедра екології, географії і методики навчання;
- Кафедра природничих дисциплін і методики навчання.
- Кафедра здоров'я і безпеки життєдіяльності.

Факультет технологічної і математичної освіти
- Кафедра математики і методики навчання;
- Кафедра теорії і методики технологічної освіти і комп'ютерної графіки;
- Кафедра теорії і методики професійної підготовки.

Соціально-психологічний факультет
- Кафедра психології і педагогіки дошкільної освіти;
- Кафедра психології;
- Кафедра освітології та педагогічної інноватики;
- Кафедра філософії і соціальної антропології імені професора І. П. Стогнія
- Кафедра соціальної педагогіки і соціальної роботи.

Факультет мистецтва, менеджменту, педагогіки і психології
- Кафедра педагогіки, теорії і методики початкової освіти;
- Кафедра мистецьких дисциплін і методик навчання;
- Кафедра менеджменту освіти і практичної психології.

Факультет фінансово-економічної і професійної освіти
- Кафедра економіки;
- Кафедра фінансів;
- Кафедра обліку, оподаткування та бізнес-управління;
- Кафедра професійної освіти.

Факультет фізичної культури, спорту і здоров'я
- Кафедра теорії і методики фізичного виховання і спорту;
- Кафедра спортивних дисциплін і туризму;
- Кафедра спортивних ігор;

Факультет української та іноземної філології;
- Кафедра української лінгвістики і методики навчання;
- Кафедра української і зарубіжної літератури і методики навчання;
- Кафедра іноземної філології, перекладу та методики навчання.

Також в університеті діє відділ аспірантури і докторантури який очолює кандидат історичних наук, доцент Сіропол Володимир Олександрович.

## Історичні відомості
Заснуванню в 1986 р. Переяслав-Хмельницького філіалу Київського державного педагогічного інституту ім. О. М. Горького передувало відкриття в 1702 р. в Переяславі за ініціативою гетьмана Івана Мазепи школи грамоти при єпископській кафедрі, в 1738 р. — переяславського колегіуму згідно з указом єпископа Арсенія Берла, яке у 1817 році стало Переяславським духовним училищем.
Переяславський колегіум дав освіту багатьом видатним постатям, що увійшли в історію науки, освіти, культури України, Білорусі та Росії. Серед них — Михайло Матвійович Херасков (1733—1807) — письменник і поет, ректор Московського університету, віцегубернатор Берколегії в Петербурзі; Ілля Федорович Тимковський (1773—1853) — професор і письменник, ректор Харківського університету; Андрій Семенович Братановський-Романенко — архієпископ Білоруський і Могилівський, Астраханський, член святого Синоду і Академії наук; Йосип Максимович Бодянський (1808—1877) — професор історії і літератури слов'янських мов Московського університету; Павло Гнатович Житецький (1836—1911) — дослідник історії, української мови і літератури, педагог, член Південно-Західного відділу російського географічного товариства, член-кореспондент Російської Академії наук; Хома Трохимович Тихорський (1733—1814) — член Російської академії наук і Медико-хірургічної академії, головний лікар Адміралтейства (1775 р.); Памфіл Данилович Юркевич (1827—1840) — декан історико-філософського факультету Московського університету, автор найкращого в ХІХ столітті «Курса общей педагогики с приложением» (М., 1869 р.); піонер української археології Федір Іванович Камінський (1845—1910) та ін.
У 1917 р. на базі духовного училища було відкрито педагогічну школу. Серед видатних освітян слід назвати викладачів Переяслав-Хмельницького педагогічного училища, заснованого в 1943 р. За багаторічну сумлінну працю і високу педагогічну майстерність директорів училища П. Р. Захарченка та Г. М. Новохатька було нагороджено орденами Трудового Червоного Прапора та присвоєно високе звання «Заслужений учитель УРСР», а заступника директора училища з навчально-виховної роботи Григорія Митрофановича Вербу (випускника училища) було відзначено грамотою Президії Верховної Ради УРСР.
Серед випускників училища — Герой Радянського союзу Олексій Петрович Роман, Герой Соціалістичної Праці О. Пилипенко, кавалер ордена Леніна — вчителька початкових класів Г. І. Любченко, відомий український поет Станіслав Володимирович Тельнюк, поет, доцент Переслав-Хмельницького ДПУ імені Григорія Сковороди П. Я. Ярмоленко, Заслужена вчителька УРСР, доцент університету Н. С. Гаврилюк, доктор філологічних наук, професор Національного педагогічного університету ім. М. П. Драгоманова Любов Іванівна Мацько, Герой України, вчителька початкових класів Драбівської ЗОШ № 1 Тамара Сергіївна Прошкуратова, доктор педагогічних наук, професор, завідувач кафедри педагогіки Київського національного університету імені Тараса Шевченка Ольга Василівна Плахотник та ін.

### Сучасний етап
23 червня 1986 року було відкрито Переяслав-Хмельницький філіал Київського державного педагогічного інститут ім. О. М. Горького. Першим директором було призначено Миколу Григоровича Тараненка.
У 1993 році постановою Кабінету Міністрів України № 949 від 24 листопада 1993 р. на базі Переяслав-Хмельницького філіалу Українського державного педагогічного університету ім. М. П. Драгоманова був створений Переяслав-Хмельницький державний педагогічний інститут, якому 31 грудня 1994 р. постановою Кабінету Міністрів України № 888 було присвоєно ім'я Григорія Савича Сковороди.
У 2000 р. рішенням Державної атестаційної комісії було присвоєно III рівень акредитації. Розпорядженням Кабінету Міністрів України у 2002 р. на базі інституту створено Переяслав-Хмельницький державний педагогічний університет імені Григорія Сковороди, який у 2004 р. та 2010 р. отримав IV рівень акредитації.
Згідно з наказом Міністерства освіти і науки України № 530 від 16.04.2020 р. Державний вищий навчальний заклад перейменовано в Університет Григорія Сковороди в Переяславі.

### Видатні випускники
Віталій Кличко — Герой України, кавалер ордену «За мужність», шестиразовий чемпіон світу з кікбоксингу, чемпіон світу за версією WBC з професійного боксу, Київський міський голова;
Володимир Кличко — Олімпійський чемпіон, чемпіон світу з боксу за версіями WBO, NABF, IBF/IBO, The Ring, WBA з професійного боксу;
Віктор Циганков — гравець, капітан ФК «Динамо» (Київ) та збірної України з футболу;
Олена Юрковська — Герой України, кавалер ордена княгині Ольги ІІІ ступеня, призер Паралімпійських ігор, чотириразова чемпіонка та найкраща спортсменка Паралімпійських ігор в Турині (Італія) з лижних гонок та біатлону;
Альона Савраненко (Alyona Alyona) — українська реп-співачка; «нова українська реп-зірка», «сенсація українського репу»;
Тарас Кремінь — український політик та науковець, народний депутат України VIII скликання, голова підкомітету з освіти Комітету Верховної Ради України з питань науки і освіти.

## Науковий потенціал університету
Станом на 2023 рік освітній процес забезпечують 337 науково-педагогічних працівників, серед них 277 мають наукові ступені та вчені звання: 60 — доктори наук, професори, 217 — кандидати наук, доценти.

## Матеріально-технічне забезпечення
Станом на 2017 р. в університеті 145 аудиторій, з них: 44 навчальних та спеціалізованих лабораторій з відповідним мультимедійним обладнанням, 101 навчальна аудиторія та навчально-методичний кабінет, 12 навчальних лабораторій, оснащених сучасною комп'ютерною технікою. Навчальний процес забезпечує 479 комп'ютерів з відповідним програмним забезпеченням, якими обладнані комп'ютерні класи та спеціалізовані аудиторії, що забезпечує 12 робочих комп'ютерних місць на 100 студентів.
Також є два гуртожитки у яких одночасно можуть проживати 896 осіб. В університеті функціонує їдальня на 224 посадкових місця, 5 спортивних залів та стадіон зі спортивними майданчиками, актова зала на 600 місць.
Технічний та інформаційний супровід сайту університету, його сторінок у соціальних мережах, а також офіційним друкованим виданням «Педагогічні обрії» займається Відділ освітнього менеджменту та профорієнтаційної діяльності.
В університеті працює система «Moodle».
В рамках проекту програми ЄС Програма Erasmus + KA2 № 586098-EPP-1-2017-1-UA-EPPKA2-CBHE-JP «Модернізація педагогічної вищої освіти засобом використання інноваційних інструментів викладання — MoPED» в університеті відкрито аудиторії для роботи за програмою Нової української школи (НУШ): ICR-кімнату та аудиторію Нової української школи.
В навчальному закладі діє бібліотека яка забезпечує інформаційний супровід освітньо-наукової діяльності, 2 абонементи та міжбібліотечний абонемент із Національною Бібліотекою України імені В. І. Вернадського, 470 робочих місць для відвідувачів в 6 читальних залах:
- зала гуманітарних дисциплін імені Тараса Шевченка;
- зала суспільних дисциплін імені Михайла Грушевського;
- дисплей-зала;
- конференцзала імені Василя Сухомлинського;
- наукова зала імені Григорія Сковороди;
- зала інформаційних ресурсів «Чумацький шлях».

Дисплей-залу та залу інформаційних ресурсів обладнано 73 комп'ютерними робочими місцями, які із інформаційно-мультимедійним забезпеченням бібліотеки об'єднані в єдину локальну мережу університету з виходом в Internet. Бібліотечний ресурс складає біля 389859 одиниць книжкової продукції, авторефератів дисертацій, монографій, матеріалів на електронних носіях, у тому числі:
- навчальної літератури — 116 203 примірники;
- наукової літератури — 71 554 примірники;
- художньої літератури — 24 504 примірники;
- електронних підручників — 9393 одиниці.

Щорічне поповнення фонду бібліотеки становить понад 12 тис. документів.
Щорічна передплата фахових періодичних видань включає 177 найменувань, із них зарубіжних — 16, наявний доступ до бази даних періодичних наукових видань англійською мовою.

## Міжнародна діяльність
Міжнародна співпраця є одним з основних напрямків розвитку університету згідно з стратегією його інтернаціоналізації. Відповідно до стратегії університет проводить активну політику налагодження зв'язків та співпраці із закордонними профільними та непрофільними ВНЗ з метою інтернаціоналізації навчально-виховного процесу університету засобами обміну навчальними програмами та планами, академічного обміну студентів та викладачів, обміну навчальними та науковими матеріалами, проведення спільних заходів різного типу (наукових, освітніх, культурно-виховних, 52 спортивних тощо) та ін.
У 2016—2017 навчальному році університетом було укладено 6 угод про співпрацю у різних сферах діяльності:
1. Міжінституційна угода 2016—2018 між університетом імені Гарріга Масарика (Чехія) та ДВНЗ «Переяслав-Хмельницький державний педагогічний університет імені Григорія Сковороди», метою якого стало забезпечення академічної мобільності студентів та адміністративного складу університету за програмою ЄС Еразмус+
2. Угода про створення Міжнародної Студентської Літньої Школи «Права людини, демократія та різноманіття» на базі педагогічного факультету ДВНЗ «Переяслав-Хмельницький державний педагогічний університет імені Григорія Сковороди».
3. Міжінституційна угода 2016—2017 та 2017—2018 між Гданським університетом (Польща) та ДВНЗ «Переяслав-Хмельницький державний педагогічний університет імені Григорія Сковороди», метою якої стало забезпечення академічної мобільності студентів університету за програмою ЄС Еразмус+.
4. Угода про співпрацю між Академією ім. Яна Длугоша в Ченстохові (Польща) та ДВНЗ «Переяслав-Хмельницький державний педагогічний університет імені Григорія Сковороди» у напрямах академічного обміну студентами та програми Подвійного диплому.
5. Угода про співпрацю між Стамбульським фондом науки і культури Туреччини та ДВНЗ «Переяслав-Хмельницький державний педагогічний університет імені Григорія Сковороди» з метою організації спільних проектів, напрацювань та заходів, обміну досвідом тощо.
6. Договір про співпрацю в галузі науки і освіти між ДВНЗ «Переяслав-Хмельницький державний педагогічний університет імені Григорія Сковороди» та «Українсько-китайським центром розвитку культури і освіти» з метою організації стажування викладачів, студентів та молодих фахівців, що є випускниками університету в Китаї.

Головними напрямами міжнародного співробітництва університету є:
- участь у програмах двостороннього та багатостороннього міждержавного обміну студентами, аспірантами, педагогічними, науково-педагогічними та науковими працівниками; проведення спільних наукових досліджень;
- організація міжнародних конференцій, симпозіумів, конгресів та інших заходів;
- участь у міжнародних освітніх та наукових програмах;
- спільна видавнича діяльність;
- надання послуг, пов'язаних із здобуттям вищої та післядипломної освіти, іноземним громадянам в Україні;
- організація і проведення короткострокових очних та онлайн курсів і шкіл у різних галузях;
- волонтерське та гуманітарне співробітництво.

У 2017 році університет став учасником програми Erasmus+: із партнерським університетом імені Гарріга Масарика в місті Брно (Чехія) та Гданським університетом в Польщі. Завдяки цьому в наступному навчальному році студенти університету матимуть змогу навчатися протягом одного семестру в партнерських вузах, а професорсько-викладацький склад отримає новий досвід завдяки стажуванню у вказаних вишах.
Одним із важливих напрямків міжнародного співробітництва є участь та розробка спільних міжнародних проектів, що мають на меті підготовку висококваліфікованих спеціалістів. Так, в рамках програми Erasmus + Key59 Action 2 (KA2) стратегічне партнерство, в поточному році започатковано співпрацю із Вінницьким соціально-економічним інститутом університету «Україна» у галузі інклюзивної освіти та Прикарпатським національним університетом імені Василя Стефаника у галузі гуманітарних наук.
Окрім цього, з метою удосконалення та вивчення іноземної мови та отримання нового міжнародного досвіду, в 2016 році студенти нашого університету взяли участь у програмах одностороннього культурного досвіду та програмах стажувань, серед яких «Work and Travel», «Camp America», «Au pair».
У 2017 році проводилася цілеспрямована робота з утвердження позицій університету на теренах міжнародного та вітчизняного освітнього простору.

## Підготовка фахівців
- за 23 напрямами освітньо-кваліфікаційного рівня «бакалавр»;
- за 17 спеціальностями «магістр» IV рівня акредитації, що становить 74 % напрямів і спеціальностей, за якими проводиться освітня діяльність університету.

## Основний принцип і особливість сучасної діяльності
Навчальний процес закладу визначається модернізацією навчально-виховного процесу відповідно до Болонської декларації через впровадження прогресивних освітніх технологій, кредитно-трансферної системи в навчальний процес, забезпечення комп'ютеризації та інформації всіх його етапів, удосконалення системи управління якістю підготовки фахівців на основі міжнародних стандартів, розвиток інформаційної інфраструктури, підготовку електронних навчальних посібників.
За 22 випуски університетом підготовлено понад 22 тисячі фахівців для педагогічної освіти та економічної галузі. Понад 80 % випускників розподіляються у навчальні заклади Київщини.
З 2004 року університет активно долучився до реалізації положень Болонської декларації. В умовах кредитно-трансферної системи навчання ведеться підготовка бакалаврів всіх 23 напрямів та 19 спеціальностей підготовки спеціалістів і 17 магістрів. У навчальному закладі здійснено перехід на тестову форму моніторингу якості навчального процесу, що забезпечує безперервне стеження за навчальною траєкторією студента виконання завдань практичних, теоретичних модулів та модулів самостійної роботи, а також дозволяє позбутися суб'єктивізму в оцінюванні знань. Це стало можливим із впровадженням комп'ютерних програм «Moodle» та «Модульне навчальне середовище».
Одним з напрямів розвитку університету є його присутність впродовж чотирнадцяти років на міжнародних, всеукраїнських та галузевих освітянських виставках, де отримано близько 30 нагород. Серед них 10 золотих медалей за впровадження інноваційних технологій у навчання та напрацювання з інтеграцій науки та освіти (2007, 2009, 2010, 2011, 2012), 7 срібних та 3 бронзові медалі на міжнародних виставках «Сучасна освіта в Україні». За оцінкою ЮНЕСКО п'ятий рік поспіль університет входить до числа 200 найкращих серед вищих навчальних закладів України, рейтинг за 2011 рік визначив 134 загальну позицію та 7 позицію серед педагогічних університетів. За рейтингом МОНМС України «Найкращих ВНЗ України за 2012 р.» серед педагогічних та гуманітарних, фізичного виховання і спорту ВНЗ університет зайняв 6 місце та 3 місце серед вищих педагогічних закладів. За досягнення в розвитку та підготовці фахівців університет було відзначено Почесною грамотою Кабінету Міністрів України (2007). Одним із пріоритетних завдань модернізації системи вищої освіти в університеті є демократизація управління освітньою діяльністю, перехід від авторитарних методів впливу викладачів на студентський колектив до демократичних, що передбачають розвиток самоврядування, делегування повноважень. Саме така система створена в університеті. Ректорат активно співпрацює з органами студентського самоврядування.
Представники органів студентського самоврядування входять до складу вчених рад факультетів і мають вирішальне право голосу, їх представництва забезпечено в складі Вченої ради та ректорату університету.
Органами студентського самоврядування випускались студентські газети «SMS. Сучасна. Молодіжна. Студентська» та «Три С» на ряду із університетською газетою «Педагогічні обрії». Надзвичайно потужною та сучасною є Бібліотека Університету Григорія Сковороди в Переяславі.

## Фахові науково-теоретичні збірники[14]
- Humanitarium [15];
- Preschool Education: Global Trends [16]
- Scientia et societus [17]
- Економічний вісник університету [18]
- Професійна освіта: методологія, теорія та технології [19]
- Психолінгвістика [20]
- Психолінгвістика в сучасному світі (матеріали Міжнародної конференції)[21]
- Публічне управління: концепції, парадигма, розвиток, удосконалення [22]
- Соціум. Документ. Комунікація: збірник наукових статей [23]
- Теоретична і дидактична філологія [24]
- Теорія і практика фізичної культури і спорту [25]
- Український Нумізматичний Щорічник [26]
- Український літопис [27]